# Exu
Exu is een gemeente in de Braziliaanse deelstaat Pernambuco. De gemeente telt 31.843 inwoners (schatting 2022).

## Aangrenzende gemeenten
De gemeente grenst aan Bodocó, Granito, Moreilândia en Crato (CE).

## Bezienswaardigheid
- Het museum Museu de Gonzagão

## Geboren
- Luiz Gonzaga (1912-1989), accordeonist, zanger en componist

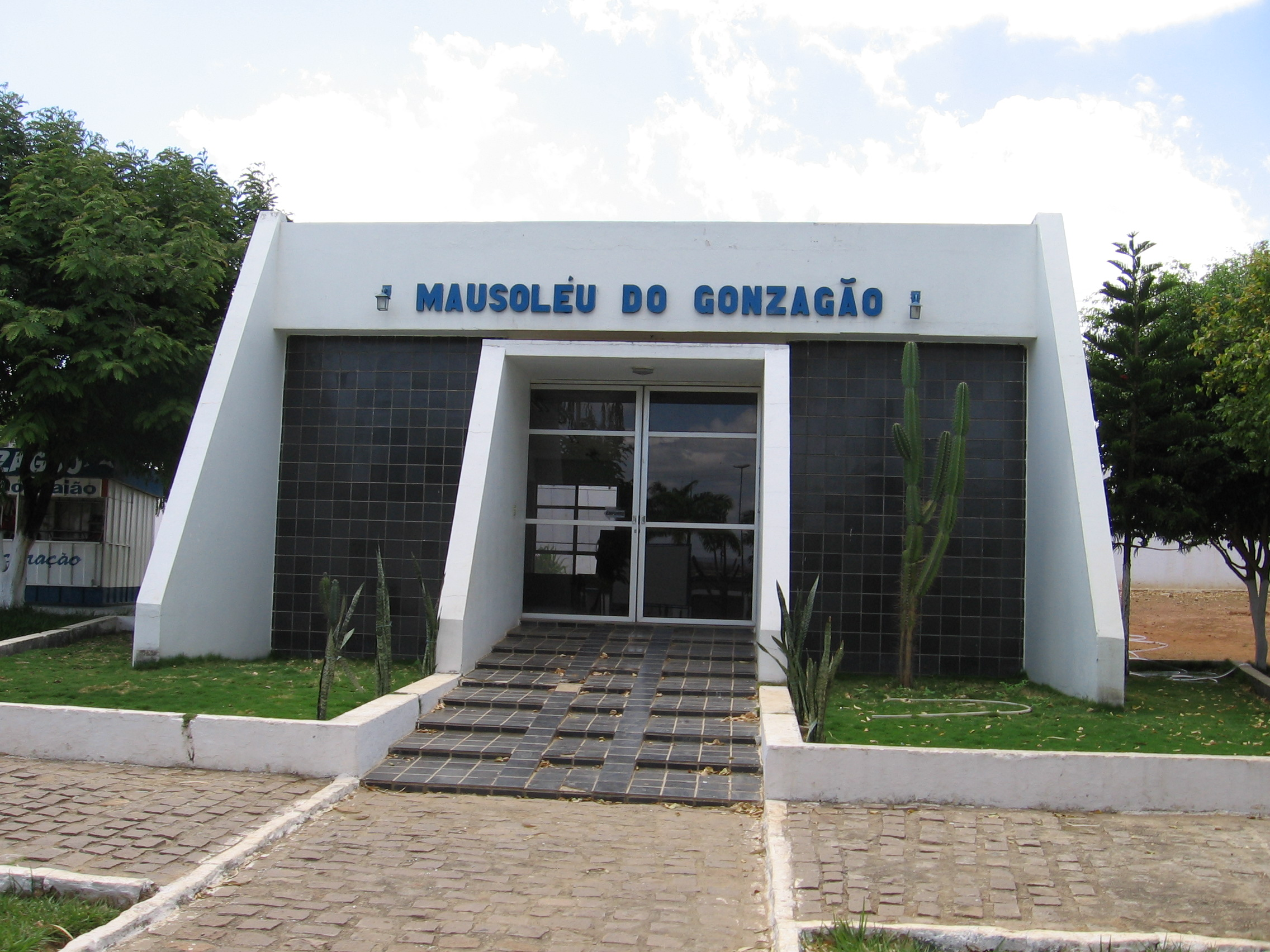
Het mausoleum van zanger Gonzagão